# Petr Svatoš
Petr Svatoš (* 31. srpna 1990, Chrudim) je český tělesně handicapovaný stolní tenista. V roce 2021 na Letních paralympijských hrách v Tokiu získal společně s Jiřím Suchánkem bronzovou medaili v kategorii družstev ve třídě TT3.

## Život a sportovní kariéra
Už v dětství byl velmi aktivní a dělal různé druhy sportů. Nejvíce se věnoval stolnímu tenisu a dojížděl na pravidelné tréninky do Litomyšle. Ve čtrnácti letech mu byl ale diagnostikován nádor, který mu tlačil na páteř a míchu. Kvůli podstoupené léčbě ozařováním, kdy byla ozařována i část míchy, mu po třech letech začala mícha odumírat. Postupný přechod na invalidní vozík v jeho sedmnácti letech trval asi tři měsíce.
Od té doby se začal ještě více věnovat sportu. Dokončil studium Obchodní akademie v Litomyšli a absolvoval Vysokou školu v Karviné, a to obor řízení logistiky. Začal jezdit na republikové turnaje ve stolním tenise, kde si ho všiml reprezentační trenér a pozval ho na první soustředění. Od roku 2013 je v reprezentaci České republiky a od té doby jezdí soutěžit i do zahraničí. Stal se členem TJ Sokol Lhůta a připravuje se v TJ Jiskra Litomyšl a v Ostravě pod vedením reprezentačního trenéra Milana Jaška. Na konci června 2021 mu byla udělena divoká karta pro účast na Letních paralympijských hrách v Tokiu téhož roku. Zde soutěžil v kategorii jednotlivců třídy C3 a v kategorii družstev ve třídě TT3, kde společně s Jiřím Suchánkem vybojovali bronzovou medaili.